# Gracilimesus celticensis
Gracilimesus celticensis är en kräftdjursart som först beskrevs av Kavanagh, Wilson och Anne Marie Power 2006.  Gracilimesus celticensis ingår i släktet Gracilimesus och familjen Ischnomesidae. Inga underarter finns listade i Catalogue of Life.